# Regna församling
Regna församling var en församling inom Svenska kyrkan i Linköpings stift och i Finspångs kommun. Församlingen uppgick 2013 i Finspångs församling.
Församlingskyrka var Regna kyrka.

## Administrativ historik
Församlingen har medeltida ursprung. 
Församlingen utgjorde till 1962 ett eget pastorat. Från 1962 till 2013 var församlingen annexförsamling i pastoratet Skedevi och Regna.Församlingen uppgick 2013 i Finspångs församling. Församlingen uppgick 2013 i Finspångs församling.

## Kyrkoherdar
| Ämbetstid | Namn                    | Levnadstid | Övrigt                                          |
| --------- | ----------------------- | ---------- | ----------------------------------------------- |
| 1431      | Jacobus                 |            |                                                 |
| 1521-1527 | Laurentius              | -1527      |                                                 |
| 1559      | Joannes Haraldi         | -1572      | Senare kyrkoherde i Skedevi församling.         |
| 1562-1592 | Laurentius              | -1592      |                                                 |
| 1592-1593 | Martinus                | -1593      |                                                 |
| 1594      | Laurentius Esberni      | -1594      |                                                 |
| 1595-1609 | Jonas                   | -1609      |                                                 |
| 1610-1628 | Haquinius Petri         | -1628      |                                                 |
| 1630–1660 | Hemmingus Stenius       | 1580–1660  |                                                 |
| 1661      | Nicolaus Regnérus       | –1670      | Senare kyrkoherde i Tåby församling.            |
| 1663–1695 | Petrus Kindius          | –1695      |                                                 |
| 1696–1710 | Laurentius Regnerus     | 1650–1710  |                                                 |
| 1712-1724 | Johannes Arosius        | 1665-1724  |                                                 |
| 1726–1727 | Johan Wallors           | 1683-1727  |                                                 |
| 1728-1753 | Magnus Hulthin          | 1684-1753  |                                                 |
| 1754–1776 | Sven Hallman            | 1714–1776  |                                                 |
| 1777-1809 | Daniel Söderman         | 1736–1809  | Kontraktsprost.                                 |
| 1810-1838 | Johan Adolf Sondén      | 1755-1838  |                                                 |
| 1838-1852 | Anders Daniel Sandes    | 1789-1852  |                                                 |
| 1855–1866 | Carl Peter Lagergren    | 1799–1877  | Senare kyrkoherde i Östra Tollstads församling. |
| 1866–1877 | Gustaf Emanuel Lundgren | 1823–1889  |                                                 |
| 1877–1924 | Carl Lagergren          | 1843–1924  |                                                 |
| 1924–1961 | Albin Rudén             | 1883–1969  | Kontraktsprost.                                 |

## Organister och klockare
Lista över organister och klockare.
| Ämbetstid | Namn                    | Levnadstid | Övrigt                |
| --------- | ----------------------- | ---------- | --------------------- |
| 1805–1820 | Per Djurfeldt           | 1767–1820  | Klockare              |
| 1822–1874 | Anders Magnus Rosengren | 1799–1883  | Organist och klockare |
| 1884–1894 | Carl Olof Goffin        | 1840–      | Organist              |